# Stars (banda)
Stars es una banda de indie rock/indie pop canadiense formada en el año 2000 en la ciudad de Quebec. Ha estado nominada a los Premios Juno de Canadá. Originalmente formada en Toronto, por el vocalista Torquil Campbell y el tecladista Christopher Seligman, la banda se trasladó a Nueva York y posteriormente a Montreal.

## Carrera musical
El avance de la banda single fue "Ageless Beauty", de su álbum de 2004 “Set yourself on fire”.   
Todos los miembros de la banda son también miembros de la banda indie Broken Social Scene, con quienes comparten en la actualidad un sello discográfico, Arte y Artesanía. Campbell es un actor que ha aparecido en los programas de televisión Sex and the City y Law & Order. Millán ha publicado dos álbumes en solitario, Honey from the Tombs (la miel de las tumbas) en 2006 y Masters of the Burial (Maestría en el entierro) en 2009. 
En su sitio web, la banda ha tomado nota de que su nombre fue elegido con el conocimiento previo del proyecto de corta vida de Syd Barrett.  Se han citado una gran variedad de gustos e influencias musicales que van desde Berlioz a Outkast, citando entre otros Barrett , de Paddy McAloon, New Order, The Smiths, Brian Wilson, Momus, y Broken Social Scene. Cubrieron de The Smiths "This Charming Man" en 2001 de Nightsongs y The Pogues "Fairytale of New York" en 2005. Otros artistas indie resultados han sido colaboradores en muchas de sus pistas, especialmente para un período inicial incluyendo el lanzamiento de su primer LP. 
Previendo que su álbum In Our Bedroom After the War se fuga en algún punto entre la mezcla final y el lanzamiento oficial entonces, más de dos meses de distancia, Stars hizo el álbum está disponible en formato digital el 10 de julio de 2007. El lanzamiento del CD incluye un DVD adicional. 
El 1 de septiembre de 2008, la banda lanzó el EP Sad Robots exclusivamente a través de su tienda en línea y en gira. El PE está disponible como una edición física o una descarga en línea. 
El 20 de octubre de 2008, se abrió a los británicos Coldplay superestrellas en Ottawa, Ontario, como parte del Viva la Vida Tour. 
Su sencillo "Celebration Guns" es el título de la canción para la serie de televisión ZOS: Zone of Separation y se le proporcionó de forma gratuita como parte de una colaboración con las madres contra el Cambio Climático. 
Stars están trabajando actualmente en su quinto álbum de larga duración. El disco "enter the mixing stages" en los próximos dos meses. Durante una entrevista, Evan Cranley declaró que el nuevo álbum será "breve y conciso" y "basados en un sintetizador mucho más". También declaró que se dará a conocer en julio.  
El 9 de marzo de 2010, Pitchfork informó de que la banda lanzará su quinto álbum de estudio, The Five Ghosts, el 22 de junio de 2010. En Canadá, el álbum será lanzado a través de Soft Revolution, de la banda nueva label. Se distribuirá en todo el mundo a través de Vagrant Records. 
Stars tienen cobertura reciente de The Smiths "Asleep" para American CD Laundromat Records "Sing Me To Sleep - Indie Lullabies" El CD será lanzado mundialmente el 18 de mayo de 2010.

## Música e influencias
La Música de Stars 'ha sido descrita como "bella, elocuente pop indie", que se caracteriza por la instrumentación exuberante, la producción ágil y mezcla, las canciones de narrativa, y la voz suave, pero matizado. 
El estilo del grupo ha evolucionado de un sonido electrónico-pop según lo oído en Nightsongs (publicado en Le Gran Magistery) a la instrumentación más rock basado en sus siguientes tres discos de larga duración, lo que refleja las adiciones permanentes del cantante y guitarrista de Amy Millan y el bajista Evan Cranley en Heart (publicado en Paper Bag Records), y, finalmente, el baterista Pat McGee en la de Set Yourself on Fire.